# Goh Kun
Goh Kun (Seúl, 2 de enero de 1938) es un político surcoreano. Se desempeñó como primer ministro de Corea del Sur entre los períodos de 1997-1998 y 2003-2004, como alcalde de Seúl entre 1988-1990 y como presidente interino de Corea del Sur en 2004.